# خانه سرمایه‌گذاران نمایش خانگی ایران
خانه سرمایه‌گذاران نمایش خانگی ایران موسسه‌ای غیردولتی، غیرانتفاعی متشکل از سرمایه‌گذاران، تولیدکنندگان و کلیه عوامل فعال در صنعت نمایش خانگی در چهارچوب قانون اساسی جمهوری اسلامی ایران و مطابق با مقررات سازمان صدا و سیما و سازمان تنظیم مقررات صوت و تصویر فراگیر (ساترا) بوده و از تاریخ تأسیس به مدت نامحدود برمبنای اساسنامه تشکیل شده است. خانه سرمایه‌گذاران نمایش خانگی ایران با هدف صیانت و حمایت از حقوق سرمایه‌گذاران و تهیه‌کنندگان در راستای کمک به بهبود کیفیت تولیدات نمایش خانگی راه‌اندازی شده است. این خانه به‌طور ویژه بر رفع چالش‌ها و مشکلات سرمایه‌گذاری در حوزه تولیدات این صنعت متمرکز شده است.

## شکل‌گیری
خانه سرمایه گذاران نمایش خانگی ایران در مورخ ۱۵ اسفند ماه ۱۴۰۳ با مجوز و حمایت سازمان صدا و سیما و سازمان تنظیم مقررات رسانه‌های صوت و تصویر فراگیر (ساترا) تأسیس و راه‌اندازی شده است که بر اساس قوانین جاری جمهوری اسلامی ایران و در راستای اهداف سازمان صدا و سیمای جمهوری اسلامی ایران و مطابق با مقررات سازمان تنظیم مقررات رسانه‌های صوت و تصویر فراگیر فعالیت می‌نماید و از تاریخ تأسیس به مدت نامحدود بر مبنای اساسنامه تشکیل و فعالیت می‌نماید.

## معرفی اعضاء
امیر رحیم‌زاده (رئیس هیئت مدیره)، محسن قائمی‌نسب (نایب رئیس اول)، مهدی شفیعی (نایب رئیس دوم)، اتابک نادری (دبیر هیئات مدیره)، محمدحسن خلعتبری (خزانه‌دار)، حسین مسافرآستانه و شاهین باباپور (اعضاء اصلی)، امیر غفارمنش (عضو علی‌البدل)، و محمد مسلمی (بازرس اصلی) این تشکل هستند.

## اهداف
خانه سرمایه‌گذاران شبکه نمایش خانگی ایران با هدف حمایت از حقوق سرمایه‌گذاران و کمک به تولید محتوا در صنعت نمایش خانگی با حمایت سازمان تنظیم مقررات رسانه‌های صوت و تصویر فراگیر راه‌اندازی شده و در جهت تأمین منابع مالی و خط اعتباری برای پروژه‌های نمایش خانگی و مشکلات سرمایه‌گذاری در شبکه نمایش خانگی فعالیت می‌کند. با راه‌اندازی خانه سرمایه‌گذاران نمایش خانگی ایران، گامی تازه در حمایت از سرمایه‌گذاران این صنعت برداشته شده تا مسیر تأمین مالی، صدور مجوز و رفع موانع تولید در شبکه نمایش خانگی هموارتر شود.

### اهداف کلی[۳][۴][۱۳][۱۴]
- جذب و حمایت از سرمایه‌گذاران کوچک و بزرگ
- حمایت از سرمایه‌گذاران داخلی و خارجی و هدایت سرمایه‌ها به تولیدات مختلف در شبکه‌های نمایش خانگی
- معرفی سرمایه‌گذاران فعال در تولیدات نمایش خانگی به بانک‌ها و مؤسسات مالی و اعتباری جهت دریافت تسهیلات
- ارائه مشاوره حقوقی و فنی به تولیدکنندگان و سرمایه‌گذاران در شبکه نمایش خانگی
- تأمین منابع مالی پروژه‌های تولیدی و تسهیل نمودن مسیر تولیدات برای تهیه‌کنندگان و عوامل فعال در این صنعت
- ارائه خدمات لازم به سرمایه‌گذاران اعم از ارائه شماره نظام سرمایه‌گذاری در صنعت فیلم و سریال که این افراد، در جامعه هنری به عنوان فعالان این صنعت معرفی می‌گردند.
- برگزاری رویدادهایی در قالب فرصت سرمایه‌گذاری جهت ترویج این فرهنگ به صاحبان صنایع و سرمایه‌گذاران و مزایای حضور فعال این عزیزان در صنعت نمایش خانگی
- برگزاری همایش‌های ماهانه با نام فرصت‌های سرمایه‌گذاری.
- برگزاری جلسات با صاحبان پلتفرم‌ها و معرفی سرمایه‌گذاران به این عزیزان و ارائه روش‌های نوین کسب و کار در جهت جذب سرمایه و استفاده از فرصت‌های موجود
- برگزاری جلسات با مدیران بانک‌ها و مؤسسات مالی و اعتباری در راستای ترویج فرهنگ سرمایه‌گذاری در این صنعت
- پیگیری و کمک به فیلم سازان و تهیه‌کنندگان جهت فروش تولیدات خود به پلتفرم‌های بین‌المللی و کسب درآمد در حوزه فرصت‌های بین‌المللی و تولیدات مشترک
- برگزاری جلسات مکرر با تهیه‌کنندگان و صاحبان پلتفرم‌ها و سرمایه‌گذاران در حوزه چالش‌ها و دغدغه‌های این صنعت مربوط به جذب سرمایه‌گذار و تأمین منابع مالی پروژه‌های تولیدی در نمایش خانگی
- راه‌اندازی بانک فیلمنامه نمایش خانگی جهت رعایت حقوق مؤلفین، ایده‌پردازان، طراحان و نویسندگان در حوزه نمایش خانگی
- راه‌اندازی بانک جامع اطلاعاتی هنرمندان و عوامل فعال در نمایش خانگی
- راه‌اندازی بانک جامع اصناف نمایش خانگی ایران
- راه‌اندازی صندوق سرمایه‌گذاری صنعت نمایش خانگی
- راه‌اندازی جشنواره تولیدات نمایش خانگی در حوزه داخلی و بین‌المللی به صورت مدّون
- برگزاری جشن تقدیر از سرمایه‌گذاران برتر صنعت نمایش خانگی به صورت سالانه
- برگزاری بازار فیلم تولیدات داخلی و بین‌المللی و تولیدات مشترک

## فعالیت

### برگزاری جلسات با هیئات دولت
خانه سرمایه‌گذاران شبکه نمایش خانگی ایران جلسات متعددی با مقامات دولتی و بخش‌های مختلف برگزار کرده است؛ از جمله با معاون پارلمانی دولت و دستیار ویژه رئیس‌جمهور درخصوص مشکلات سرمایه‌گذاری در شبکه نمایش خانگی صحبت نموده است. این جلسات منجر به راهکارهای مناسبی درخصوص تأمین منابع مالی و خط اعتباری برای پروژه‌های نمایش خانگی شد. همچنین، تعاملات خوبی با بانک‌های خصوصی و بانک مرکزی برای تأمین اعتبار پروژه‌ها داشته است.

### معافیت‌های مالیاتی
یکی از دغدغه‌های اساسی این مرکز، مسائل مالیاتی است. در همین راستا، جلسات مفصلی با وزارت امور اقتصادی و دارایی برگزار کرده است تا شرایط ویژه‌ای برای معافیت مالیاتی سرمایه‌گذاران فعال در این حوزه فراهم شود.

### امضاء تفاهم‌نامه با انجمن تهیه‌کنندگان مستقل سینمای ایران
این مرکز جهت ارتقای کیفیت محصولات شبکه نمایش خانگی، تفاهم‌نامه‌هایی با انجمن تهیه‌کنندگان مستقل سینمای ایران دربارهٔ تأیید صلاحیت حرفه‌ای تهیه‌کنندگان امضاء نموده است. این اقدام برای اطمینان از صلاحیت حرفه‌ای تهیه‌کنندگان در صنعت نمایش خانگی اهمیت زیادی دارد. همچنین با سازمان ساترا در حوزه تأمین سرمایه و ضمانت سرمایه‌گذاری تعاملات گسترده‌ای داشته است و فرایندهایی برای تأمین پروانه مالکیت آثار و تسهیل جذب سرمایه فراهم آورده است.

### تقویت روابط فرهنگی ایران و تاجیکستان در حوزه نمایش خانگی
مرکز خدمات رسانه ساترا میزبان نشست معرفی فرصت‌های تجاری تاجیکستان در زیست‌بوم رسانه با هدف تقویت روابط اقتصادی و فرهنگی ایران و تاجیکستان در حوزه محصولات شبکه نمایش خانگی شده است. در این نشست بر تأسیس سکوهای نمایش خانگی با فرهنگ قدیم ایران و تاجیکستان تأکید شد. این نشست با حضور محمدحسن خلعتبری معاون تنظیم بازار و توسعه کسب و کار ساترا، رضا زمانیان مدیرکل توسعه کسب و کار و تسهیلگری ساترا، محمد عمرانی مدیرعامل شرکت نمایشگاهی و مجری پروژه هیئت تجاری تاجیکستان، امیر رحیم‌زاده رئیس خانه سرمایه گذران شبکه نمایش خانگی همچنین نمایندگانی از سازمان توسعه و تجارت، اتاق مشترک ایران و تاجیکستان و رسانه‌ها، در سالن همایش‌های مرکز آومیک ساترا برگزار شد.